# زاغ‌های خاور دور
زاغ‌های خاور دور(نام علمی: Crypsirina) نام یک سرده از تیره کلاغان است.

## گونه‌ها
- زاغ درختی دم‌پارویی، Crypsirina temia
- زاغ درختی کلاه‌دار، Crypsirina cucullata